# رافاييل فيلاسكو
رافاييل فيلاسكو (بالإسبانية: Rafael Velasco)‏ هو ممثل مكسيكي، ولد في 3 نوفمبر 1947، وتوفي في 12 سبتمبر 2004 بسبب نوبة قلبية.

## وصلات خارجية
- رافاييل فيلاسكو على موقع IMDb (الإنجليزية)
- رافاييل فيلاسكو على موقع أول موفي (الإنجليزية)
- رافاييل فيلاسكو على موقع قاعدة بيانات الفيلم (الإنجليزية)
- رافاييل فيلاسكو على موقع كينوبويسك (الروسية)